# You Should See Me in a Crown
You Should See Me in a Crown è un singolo della cantante statunitense Billie Eilish, pubblicato il 18 luglio 2018 come primo estratto dal primo album in studio When We All Fall Asleep, Where Do We Go?.

## Antefatti
Il titolo della canzone è stato ispirato da una scena del terzo episodio della seconda stagione della serie televisiva della BBC Sherlock intitolato The Reichenbach Fall, in cui il cattivo Jim Moriarty dice le parole «... honey, you should see me in a crown». A Eilish e Finneas, fan della serie, è piaciuta molto la frase e hanno deciso di scrivere un brano attorno alla citazione. Anche il brano Human della cantante iraniana-olandese Sevdalisa è stato citato come una delle altre influenze per You Should See Me in a Crown.

## Descrizione
Si tratta di un brano pop influenzato dal trap, con Eilish che canta su «sintetizzatori a tutto volume e hi-hat a fuoco rapido». Il NME ha descritto la canzone come un «inno pop meditabondo». Il suono di apertura è una registrazione dei coltelli affilatori del padre degli autori. La voce di Eilish è stata descritta come «sussurrata» e «borbotta». Il testo presenta Eilish che complotta per il dominio del mondo.

## Promozione
Il brano è stato presentato in anteprima su BBC Radio 1 di Annie Mac il 18 luglio 2018. Ad ottobre Eilish ha fatto il suo debutto televisivo di giorno al The Ellen DeGeneres Show eseguendo la canzone all'interno di una scatola di vetro con una corona in testa. The Ringer ha giudicato la performance la nona più imbarazzante nello show nel 2018. La canzone è stata usata come colonna sonora ufficiale per l'evento di wrestling professionale NXT TakeOver: New York.

## Accoglienza
La canzone è stata ben accolta dai critici musicali e molti hanno notato che era significativamente più oscuro rispetto al precedente lavoro di Eilish Don't Smile at Me. Thomas Smith del NME ha reagito positivamente alla canzone, mentre Raisa Bruner di Time ha incluso la canzone nella sua lista "5 Songs You Need To Listen" della settimana del 20 luglio 2018 e ha scritto «Eilish trova una vibrazione che è il giusto tipo di inquietante mentre fa una dichiarazione oscura di confidenza e scopo». Jacob Moore di Complex l'ha definito un «brano scritto magnificamente con un nucleo pop e un ritornello indimenticabile, ma le sfumature oscure danno un vantaggio dinamico».
Billboard e PopMatters hanno entrambi eletto il singolo il cinquantesimo miglior brano del 2018.

## Video musicale
Il 10 agosto 2018 è stato pubblicato un video verticale musicale per il brano, con protagonista la sola interprete. Il video musicale, realizzato in animazione e diretto dall'artista giapponese Takashi Murakami, è stato inizialmente reso disponibile esclusivamente sulla piattaforma Apple Music il 18 marzo 2019 e successivamente distribuito su YouTube nel mese di aprile dello stesso anno.

## Tracce
Testi e musiche di Finneas O'Connell e Billie Eilish, eccetto dove indicato.
Download digitale
1. You Should See Me in a Crown – 3:00

7"
- Lato A

1. You Should See Me in a Crown – 3:00

- Lato B

1. Bitches Broken Hearts – 2:56 (Billie Eilish, Finneas O'Connell, Emmit Fenn)

## Formazione
- Billie Eilish – voce
- Finneas O'Connell – produzione, ingegneria del suono, basso, sintetizzatore, programmazione della batteria, arrangiamento, campionatore, registrazione
- Rob Kinelski – missaggio
- John Greenham – mastering

## In altri media
You Should See Me in a Crown è stata usata come colonna sonora di FIFA 19, in uno spot pubblicitario della partita di boxing tra Deontay Wilder e Tyson Fury ed è inoltre presente nel nono episodio della serie Locke & Key di Netflix.

## Successo commerciale
Nella Billboard Hot 100 You Should See Me in a Crown ha esordito alla 93ª posizione, diventando la seconda entrata dell'interprete in tale classifica. Ha inoltre debuttato alla 39ª posizione della Digital Songs.

## Classifiche

### Classifiche settimanali
| Classifica (2018-19) | Posizione massima |
| -------------------- | ----------------- |
| Australia            | 16                |
| Belgio (Fiandre)     | 69                |
| Canada               | 27                |
| Estonia              | 10                |
| Germania             | 79                |
| Grecia               | 17                |
| Irlanda              | 68                |
| Islanda              | 31                |
| Italia               | 92                |
| Lettonia             | 8                 |
| Lituania             | 11                |
| Paesi Bassi          | 59                |
| Portogallo           | 42                |
| Regno Unito          | 60                |
| Repubblica Ceca      | 21                |
| Slovacchia           | 14                |
| Spagna               | 85                |
| Stati Uniti          | 41                |
| Svezia               | 43                |
| Ungheria             | 21                |

### Classifiche di fine anno
| Classifica (2019) | Posizione |
| ----------------- | --------- |
| Portogallo        | 182       |